# Ляміно (Костромська область)
Ляміно (рос. Лямино) — присілок в Октябрському районі Костромської області Російської Федерації.
Населення становить 14 осіб. Входить до складу муніципального утворення Новинське сільське поселення.

## Історія
До 1945 та у 1963-1966 роках населений пункт належав до Вохомського району.
Від 2007 року входить до складу муніципального утворення Новинське сільське поселення.

## Населення
| 2008 | 2010 | 2014 |
| ---- | ---- | ---- |
| 19   | ↘15  | ↘14  |